# Clarazella patagona
Clarazella patagona är en insektsart som beskrevs av Francois Jules Pictet de la Rive och Henri Saussure 1887. Clarazella patagona ingår i släktet Clarazella och familjen Ommexechidae. Inga underarter finns listade i Catalogue of Life.